# Ermengarda di Limburgo
Ermengarda di Limburgo (1250 circa – 1283) fu Contessa consorte di Gheldria e di Zutphen, dal 1276 e Duchessa di Limburgo e Contessa di Arlon dal 1279 alla sua morte.

## Origine
Ermengarda, secondo la Histoire du Limbourg, vol IV: Codex diplomaticus Dalemensis. era l'unica figlia del Duca di Limburgo e Conte di Arlon, Valerano IV e della prima moglie (come confermato da vari documenti Giuditta di Cleves), Giuditta di Cleves, figlia del Conte di Kleve, Teodorico V e della sua seconda moglie, Edvige di Meissen e sorella del Conte di Kleve, Teodorico VI, come viene confermato dal documento n° 783 del Niederrheins Urkundenbuch, Band II, del 1283.
Valerano IV di Limburgo, come ci viene confermato dal documento n° CLII della Histoire du Limbourg, vol VI: Codex diplomaticus Valkenburgensis. era figlio del Conte consorte di Berg, Duca di Limburgo e Conte di Arlon, Enrico IV, e della Contessa di Berg, Ermengarda di Berg, figlia ed erede del Conte di Berg, Adolfo VI, come viene confermato dal Cæsarii Heisterbacensis Vita sancti Engelberti Archiepiscopi Colonie (non consultato), ed anche dal documento n° CLII della Histoire du Limbourg, vol VI: Codex diplomaticus Valkenburgensis., del 1237, inerente ad una donazione fatta da Enrico assieme alla sua matrigna, Ermesinda, fa riferimento ai genitori di Ermengarda: Adolfo (Adolfo VI di Berg) e Berta (Berta von Sayn).

## Biografia
Secondo la Oude Kronik van Brabant (non consultata), nel 1276, Ermengarda venne data in sposa al conte di Gheldria, Reginaldo o Rinaldo I, che, come ci viene confermato dal Kronijk van Arent toe Bocop era il figlio maschio primogenito del Conte di Gheldria e di Zutphen, Ottone II e di Filippa di Dammartin, figlia del Conte d’Aumâle, Simone di Dammartin e di Maria di Ponthieu, che secondo il Roderici Toletani Archiepiscopi De Rebus Hispaniæ, Liber IX, VII, 7, RHGF, Tome XII, p. 383. era figlia di Guglielmo II di Ponthieu e Adèle di Francia, nipote di Luigi VII di Francia.
Ottone II di Gheldria, sempre secondo il Kronijk van Arent toe Bocop era figlio del Conte di Gheldria e di Zutphen, Gerardo III e della moglie, che, come da contratto di matrimonio, documento n° 414, datato 1206, del Oorkondenboek der Graafschappen Gelre en Zutfen tot op den Slag ..., Volume 1 era Margherita del Brabante (ca. 1192-1231).
Nel 1279, alla morte del padre, Valerano IV, Ermengarda gli succedette nel titolo di duchessa di Limburgo, come conferma la Histoire du Limbourg, vol IV: Codex diplomaticus Dalemensis.; non si conosce la data esatta della morte di Valerano IV, ma sappiamo che avvenne nel corso del 1279, in quanto un documento del mese di ottobre di quell'anno, cita come duca di Limburgo, la figlia, la duchessa Ermengarda.
Secondo John Allyne Gade, nel suo Luxembourg in the Middle Ages (non consultato), nel 1225, dopo la morte di Valerano IV, il cugino, il conte di Berg, Adolfo V, reclamò il ducato di Limburgo, in quanto discendente maschio più prossimo a Valerano IV, ma che, non potendo far valere con la forza questo diritto, lo cedette al Duca del Brabante e di Lorena, Giovanni I; di questo abbiamo conferma dal documento n° CCXLVII della Histoire du Limbourg, vol VI: Codex diplomaticus Valkenburgensis., in cui Adolfo di Berg, dopo la morte della duchessa Ermengarda, chiede al re di Germania, Rodolfo I d'Asburgo, di investire Giovanni di Brabante del titolo ducale, in quanto Adolfo lo aveva ceduto a Giovanni.
Sempre nel 1279, la duchessa Ermengarda ed il marito Rinaldo, confermano i privilegi alla città di Duisburg, come ci viene confermato dal documento n° 738 del Niederrheins Urkundenbuch, Band II e, nel 1280, la duchessa Ermengarda dirime una controversia, come ci viene confermato dal documento n° CCXLIII della Histoire du Limbourg, vol VI: Codex diplomaticus Valkenburgensis..
Comunque Ermengarda ed il marito, Rinaldo, ricevettero l'ufficiale investitura del ducato di Limburgo dal re di Germania, Rodolfo I d'Asburgo, come ci viene confermato dal documento n° CCXLV della Histoire du Limbourg, vol VI: Codex diplomaticus Valkenburgensis., datato 19 maggio 1282, in cui si concede a Rinaldo di succedere alla moglie, nel caso di un suo prematuro decesso.
Ermengarda morì poco dopo: la data è controversa, tra la seconda metà del 1282 e la prima metà del 1283, come ci informa la Histoire du Limbourg, vol IV: Codex diplomaticus Dalemensis.; comunque la duchessa era senz'altro morta il 18 luglio 1283, in quanto nel documento n° CCL della Histoire du Limbourg, vol VI: Codex diplomaticus Valkenburgensis., Rinaldo cita la moglie (Domina Irmengardis) defunta (bone memorie).
Ermengarda non lasciò eredi e fu tumulata nel convento di Grafenthal a Goch Gheldria.
A Ermengarda succedette il marito, Rinaldo, come si evince dai vari documenti della Histoire du Limbourg, vol VI: Codex diplomaticus Valkenburgensis., in cui Rinaldo si definisce, conte di Gheldria e duca di Limburgo.

## Discendenza
Ermengarda al marito, Rinaldo, non diede figli, e morì senza alcuna discendenza.

## Ascendenza
|                         |                        |                       | Genitori                 |  |  | Nonni |  |  | Bisnonni                 |  |  | Trisnonni              |  |
|                         |                        |                       |                          |  |  |       |  |  | Valerano III di Limburgo |  |  | Enrico III di Limburgo |  |
|                         |                        |                       |                          |  |  |       |  |  | Valerano III di Limburgo |  |  | Enrico III di Limburgo |  |
|                         |                        | Sofia di Saarbrücken  |                          |  |  |       |  |  | Valerano III di Limburgo |  |  |                        |  |
| Enrico IV di Limburgo   |                        |                       |                          |  |  |       |  |  | Valerano III di Limburgo |  |  |                        |  |
|                         |                        | Cunegonda di Lorena   | Federico I di Lorena     |  |  |       |  |  |                          |  |  |                        |  |
|                         |                        | Cunegonda di Lorena   | Federico I di Lorena     |  |  |       |  |  |                          |  |  |                        |  |
|                         |                        | Cunegonda di Lorena   | Ludmilla di Polonia      |  |  |       |  |  |                          |  |  |                        |  |
| Valerano IV di Limburgo |                        | Cunegonda di Lorena   |                          |  |  |       |  |  |                          |  |  |                        |  |
|                         |                        | Adolfo III di Berg    | Engelberto I di Berg     |  |  |       |  |  |                          |  |  |                        |  |
|                         |                        | Adolfo III di Berg    | Engelberto I di Berg     |  |  |       |  |  |                          |  |  |                        |  |
|                         |                        | Adolfo III di Berg    | Margherita di Gheldria   |  |  |       |  |  |                          |  |  |                        |  |
| Ermengarda di Berg      |                        | Adolfo III di Berg    |                          |  |  |       |  |  |                          |  |  |                        |  |
|                         |                        | Berta di Sayn         | Enrico II di Sayn        |  |  |       |  |  |                          |  |  |                        |  |
|                         |                        | Berta di Sayn         | Enrico II di Sayn        |  |  |       |  |  |                          |  |  |                        |  |
|                         |                        | Berta di Sayn         | Agnese di Saffenberg     |  |  |       |  |  |                          |  |  |                        |  |
| Ermengarda di Limburgo  |                        | Berta di Sayn         |                          |  |  |       |  |  |                          |  |  |                        |  |
|                         | Teodorico III di Kleve | Teodorico II di Kleve |                          |  |  |       |  |  |                          |  |  |                        |  |
|                         | Teodorico III di Kleve | Teodorico II di Kleve |                          |  |  |       |  |  |                          |  |  |                        |  |
|                         | Teodorico III di Kleve | Adelaide di Sulzbach  |                          |  |  |       |  |  |                          |  |  |                        |  |
| Teodorico IV di Kleve   | Teodorico III di Kleve |                       |                          |  |  |       |  |  |                          |  |  |                        |  |
|                         |                        | Margherita d'Olanda   | Fiorenzo III d'Olanda    |  |  |       |  |  |                          |  |  |                        |  |
|                         |                        | Margherita d'Olanda   | Fiorenzo III d'Olanda    |  |  |       |  |  |                          |  |  |                        |  |
|                         |                        | Margherita d'Olanda   | Ada di Scozia            |  |  |       |  |  |                          |  |  |                        |  |
| Giuditta di Cleves      |                        | Margherita d'Olanda   |                          |  |  |       |  |  |                          |  |  |                        |  |
|                         |                        | Teodorico I di Meißen | Ottone II di Meißen      |  |  |       |  |  |                          |  |  |                        |  |
|                         |                        | Teodorico I di Meißen | Ottone II di Meißen      |  |  |       |  |  |                          |  |  |                        |  |
|                         |                        | Teodorico I di Meißen | Edvige di Brandeburgo    |  |  |       |  |  |                          |  |  |                        |  |
| Edvige di Meissen       |                        | Teodorico I di Meißen |                          |  |  |       |  |  |                          |  |  |                        |  |
|                         |                        | Jutta di Turingia     | Ermanno I di Turingia    |  |  |       |  |  |                          |  |  |                        |  |
|                         |                        | Jutta di Turingia     | Ermanno I di Turingia    |  |  |       |  |  |                          |  |  |                        |  |
|                         |                        | Jutta di Turingia     | Sofia di Sommerschenburg |  |  |       |  |  |                          |  |  |                        |  |
|                         |                        | Jutta di Turingia     |                          |  |  |       |  |  |                          |  |  |                        |  |

### Letteratura storiografica
- (LA)  Histoire du Limbourg, vol VI: Codex diplomaticus Valkenburgensis.
- (FR)  Histoire du Limbourg, vol IV: Codex diplomaticus Dalemensis.
- (NL)  Kronijk van Arent toe Bocop.